# 绒毛马铃苣苔
绒毛马铃苣苔（学名：Oreocharis leveilleana）为苦苣苔科马铃苣苔属下的一个种。

## 扩展阅读
維基物種上的相關：绒毛马铃苣苔